# Пашково (Самолуковська волость)
Пашково (рос. Пашково) — присілок в Локнянському районі Псковської області Російської Федерації.
Населення становить 15 осіб. Входить до складу муніципального утворення Самолуковская волость.

## Історія
Від 2015 року входить до складу муніципального утворення Самолуковская волость.

## Населення
| 2001 | 2002 | 2010 |
| ---- | ---- | ---- |
| 20   | ↗28  | ↘15  |